# Franck Laousse
Franck Laousse, né le 8 juillet 1977, est un cavalier français d'endurance.

## Carrière
Aux Jeux équestres mondiaux de 2014 en Basse-Normandie, il remporte la médaille d'argent en endurance par équipes, avec Jean-Philippe Francès, Nicolas Ballarin et Denis Le Guillou.